# Torre de Coelheiros
Torre de Coelheiros is een plaats (freguesia) in de Portugese gemeente Évora en telt 817 inwoners (2001).